# Flora Atlantica
Flora Atlantica, (abreviado Fl. Atlant.), é um livro ilustrado com descrições botânicas que foi escrito pelo botânico e zoólogo francês, René Louiche Desfontaines. Foi publicado em Paris em 2 volumes com 9 partes entre os anos 1798-1799 com o nome completo de "Flora Atlantica: sive historia plantarum quae in Atlante, agro tunetano et algeriensi crescunt".